# Nicolas-Joseph Foucault
Pour les articles homonymes, voir Foucault.
Nicolas-Joseph Foucault né le 8 janvier 1643 à Paris où il est mort le 17 février 1721 est un magistrat, intendant et bibliophile français.

## Biographie
Nicolas-Joseph Foucault est le fils de Joseph Foucault (1612-1691), greffier de la chambre de justice qui « couvrit toutes les manipulations de pièces faites au détriment de Fouquet », et fut récompensé par Colbert en 1669 par la charge de secrétaire du conseil d’État Direction et finances. Par sa mère Marie Métezeau (1621−1670), il est le petit-fils de l’architecte du roi de France Metezeau, qui imagina et construisit la digue du siège de la Rochelle en 1627-1628.
Foucault entre le 18 février 1652, comme pensionnaire au collège de Lisieux, mais en est retiré la même année. II entre en 1655 au collège de Clermont. En 1660, son père le retire du collège des Jésuites, et le met dans celui de Navarre pour y faire sa philosophie, jusqu'en août 1663. Il est licencié en droit canon et civil à Orléans en 1665.
Après avoir fait sa philosophie et son droit avec grand succès, il débute brillamment au barreau. Avocat au parlement de Paris, il est en 1665, reçu par Lamoignon. Secrétaire de la commission de réformation de la justice en septembre 1665, il est nommé par Colbert aux gages de 4 000 livres, avec Voisin, Caumartin, Hotman, Le Pelletier, etc. qui aboutira  à l'Ordonnance de Saint-Germain-en-Laye du mois d'avril 1667. Il obtient, encore fort jeune, mais moins à la faveur qu’à son mérite personnel, la place de procureur-général aux requêtes de l’hôtel et des Chancelleries de France. Il passe ensuite au Grand Conseil, le 23 avril 1671 où il remplit, pendant trois ans, les fonctions d’avocat-général avec une telle distinction que le roi lui accorde la charge de maître des requêtes le 3 mars 1674, charge qu'il occupera 20 ans jusqu'en octobre 1694, où il la revend.

### Intendant dans quatre généralités de 1674 à 1706
Il est un des acteurs de la mise en œuvre de la révocation de l’édit de Nantes, et à ce titre, il est réputé pour ses méthodes brutales de conversion des protestants.
Il est nommé intendant de la généralité de Montauban par commission du 4 avril 1674, aux gages de 18 300 livres, il succède à de Brou et à de Sève, lequel est devenu intendant de Bordeaux. 
Puis en 1684, il est appelé à Pau (1684-1685), dans une circonstance difficile pour remplacer Du Bois-Baillet, protégé par Le chancelier Le Tellier, qui l’avait fait permuter avec Foucault. Foucault perdit beaucoup au change, tant pour la distance de Paris que pour l’importance de la généralité, celle de Béarn étant la moindre du royaume. Le besoin de faire valoir ses services et de regagner la faveur perdue fut peut-être un des motifs du zèle exagéré qu’il déploya contre les protestants. Il parvint à calmer les esprits très agités[C'est-à-dire ?] dans le Béarn, ce dont les états de la province lui témoignèrent leur reconnaissance, en faisant frapper une médaille en son honneur. 
Foucault est nommé à Poitiers en août 1684 et reçu en 1685 succédant à Nâville. envoyé en Poitou, pour y imposer le nouvel ordre religieux. 
Il y reste quatre ans avant d'être envoyé par commission du 25 janvier 1689 en remplacement de Gourgues dans la généralité de Caen dès le mois de  mars 1689, où il reste jusqu'en 1706. Partout où il parut, il assura l’ordre et fit respecter l’autorité publique. Un des moyens qu’il employait était de se conformer aux mœurs et aux usages du pays, ayant le talent de saisir le caractère de ses administrés et de les diriger à son gré. D’un accès facile et d’une humeur égale, affable envers tout le monde, sévère à propos, il savait à la fois se faire aimer et respecter. Doué d’une conception heureuse et familier avec les principes de l’administration, il en aplanissait aisément toutes les difficultés. Sans entrer dans des détails minutieux, il ne négligeait aucune partie de l’ensemble. Dans les différentes généralités où il résida, il fit construire des ponts, pratiquer des routes, fonder des hôpitaux, des écoles et des chaires publiques à Montauban, Pau, Poitiers et Caen. Il favorisa le réveil, en 1705, de l’Académie des sciences, arts et belles-lettres de Caen. 
Louis XIV, voulant le récompenser de ses longs services, érigea en marquisat en 1695 sa terre de Magny, située sur les confins du pays Bessin et de la plaine de Caen, seigneurie qu'il avait acquise de Chamillart, intendant des finances, fils de Gui de Chamillart, ancien intendant de la généralité de Caen. Cette érection comprenait la réunion des terres de Tracy, Arromanches, Manvieux et Dampierre-Marie, situées à Ryes. 
Le Roi l'avait nommé conseiller d’État dès le 10 octobre 1666 (?), puis le 2 avril 1704, à la suite de la réorganisation du Conseil du roi. En 1706, il fut rappelé à Paris. Il devint ensuite chef du conseil de Madame, duchesse douairière d'Orléans.

### Bibliophile et collectionneur
Nicolas-Joseph Foucault est aussi amateur de livres et d'œuvres d'art. Dans une de ses tournées en Quercy, il découvrit à l’abbaye de Moissac le manuscrit du De mortibus persecutorum, attribué à Lactance, et qui n’était connu que par une citation de saint Jérôme. Cet ouvrage a été donné au public par Baluze. On doit encore à Foucault la conservation du Traité de l’origine de la langue française. Il se livrait particulièrement à l’étude des antiquités et fit faire des fouilles considérables au village de Vieux, près de Caen, dans l’ancienne ville des Viducasses. Le tome Ier des Mémoires de l’Académie des inscriptions et belles-lettres, dont il était membre honoraire, renferme le résultat de ses observations. Les recherches qu’il fit en ce genre à Alleaume, près de Valognes, ont été consignées dans les mémoires de Caylus.
Dans les moments de loisir que lui laissaient ses nombreuses occupations, il avait écrit l’histoire de l’abbé de Saint-Martin, qui existait à Caen à l’époque où il s’y trouvait. Il s’était plu à retracer, sous le titre de Sanmartiniana, les traits les plus piquants de la vie de cet homme ridicule par son extrême vanité, et d’ailleurs estimable par les institutions utiles qu’il a formées. Foucault n’eut pas le temps de publier ce recueil : il mourut le 17 février 1721.
Il avait réuni une bibliothèque d’une exceptionnelle richesse. Bien avant sa mort, sa collection, qui contenait un grand nombre de manuscrits, était déjà dispersée au moins en partie. Outre les livres imprimés, la bibliothèque de l'Arsenal a recueilli pour sa part 36 volumes manuscrits.
Maître-ès-arts de l'université de Paris le 20 février 1667, il devient membre honoraire de l'Académie des belles-lettres le 16 juillet 1701, puis conseiller d'État.

### Famille
Nicolas-Joseph Foucault (né le 8 janvier 1643) est le frère de :
- Claude Foucault (1641-1675), religieuse augustine à l'Assomption ou couvent des Haudriettes, profession le 26 avril 1659, puis abbesse de l'abbaye Notre-Dame de Gercy de l'ordre de Saint-Benoît par nomination du roi le 20 mars 1673. Elle y mourut le 15 décembre 1675 et y fut inhumée. Elle était son aînée de deux ans ;
- Marie-Élisabeth (née le 23 août 1646), morte en bas âge par la faute de sa nourrice ;
- Marie-Anne, alias Marianne (née le 4 mai 1648), épouse le 2 avril 1668 François Petit de Villeneuve (mort en mars 1705), conseiller à la Cour des aides ;
- Joseph (5 octobre 1649 - 1652) ;
- Joseph (8 février 1654 - 25 janvier 1664) ;
- Anne (née le 28 août 1655), elle succède à sa sœur comme abbesse de N-D de Gercy par la volonté du roi[4] ;
- Catherine-Angélique Foucault (4 octobre 1662 - 28 avril 1728), elle fut élevée à l'abbaye de Maubuisson, puis en janvier 1676 à l'abbaye de Jarcy. Elle épouse le 6 novembre 1691, Claude Théophile de Béziade (1655-1725), marquis d'Avaray, militaire de carrière, colonel des Dragons, lieutenant-général des Armées du roi, chevalier de l'ordre du Saint-Esprit,  puis ambassadeur en Suisse en 1719 au moment du mariage de leur fille avec le baron de Boille, le 4 décembre 1719, par le cardinal de Noailles, archevêque de Paris[5].

Il épouse Marie Jassaud (14 juin 1665 - 5 septembre 1731), fille de Nicolas, seigneur de Richebourg, doyen des maîtres des requêtes (mort le 17 décembre 1689), et de Marie de Flandre, avec une dot de 130 000 livres. Le couple aura 9 enfants :
- un fils mort-né à Montauban le 7 avril 1676 ;
- Nicolas-Joseph II (22 février 1677 - 1772) dit Monsieur de Carcassonne, puis Foucault de Magny, né à Montauban et mort à Magny. Il épouse Catherine Henriette de Ragar(e)u (1683/1684 - 6 juin 1755), dont deux enfants : Nicolas Joseph III  Foucault conseiller au parlement de Paris, décédé en 1757 sans postérité[Note 4] ; Adélaïde Olympe Foucault (décédée en 1756) mariée en 1750 à Jean Alphonse Ladvocat de Sauveterre, maître ordinaire des comptes.
- Anne-Marie (née à Montauban le 23 avril 1678, contrefaite et infirme du fait de sa mère. Religieuse à l'abbaye Notre-Dame de Gercy, ou Jarcy, novice à 13 ans, prise d'habit en février 1696 avec une dot de 500 livres pour le monastère et une rente viagère pour elle de 300 livres[6] ;
- Marianne (Montauban, 3 décembre 1679 - 20 mai 1685) ;
- Marie-Angélique (Montauban, 25 février 1681 - Poitiers, 2 novembre 1685) ;
- Marie-Thérèse (Montauban, 19 décembre 1682 - Pau, 17 septembre 1684) ;
- Guillaume (Poitiers, 27 novembre 1685 - mort aux Indes en 1704). Il fut élevé à Paris, puis à Nanterre, le 15 juin 1690. Marin, il s'embarque à La Rochelle et meurt peu après ;
- Henriette (née à Pau le 20 juin 1684), religieuse à l'abbaye de Saint-Jean de Bonneval-lès-Thouars, près de Thouars, prise d'habit en 1699, elle apporte une dot de 2 000 livres et une pension viagère de 300 livres ;
- Anne (née à Poitiers le 30 octobre 1688), entrée novice à l'abbaye de Gercy en septembre 1702, elle y fait profession en 1703.

## Publications
- Mémoires de Nicolas-Joseph Foucault, éd. Frédéric Baudry, Paris, Imprimerie impériale, 1862[7].